# 恐怖替身
〈恐怖替身〉（英語：Goliad）是《探險活寶》第四季的第10集。在卡通頻道2012年5月28日播出。本集以阿寶和老皮為主角。在這一集裡，泡泡糖公主開始考慮與煩惱萬一她出事時，沒有人能代替自己管理糖果王國的問題，於是她創造出一個名為歌莉亞的永生獅身人面相克隆成為她下任的繼任者，並且委託阿寶與老皮指導歌莉亞。然而因為阿寶與老皮的錯誤指導，導致歌莉亞的思想變得歪曲，還擁有讀取對方的心思的讀心術轉而抵抗泡泡糖公主、阿寶與老皮。所幸泡泡糖利用阿寶的基因製造出同樣為獅身人面相型的史多摩來牽制歌莉亞。